# Триумф (фильм, 2008)
Триумф (африк. Triomf) — южноафриканская комедия-нуар 2008 года, основанная на одноимённом романе (1994) Марлены ван Никерк.

## Сюжет
Накануне первых многорасовых выборов 1994 г. в ЮАР в стране неспокойно. Пышное название района «Триумф» резко контрастирует с образом жизни его обитателей: это белая беднота, поселившаяся здесь когда-то после сноса известного своей культурой чёрного района Софиятаун. Семья Бенаде — типичные белые маргиналы (персонажи, которые редко изображаются в южноафриканском кино). Отец, мать, сын с задержкой в обучении и дядя Треппи живут в домике-развалюхе и постоянно встревают в случайные сексуальные связи. Обеспокоенные возможным результатом выборов, они решают бежать на север. Масса забавных происшествий приведёт героев к трагической развязке.

## Премии
- Durban International Film Festival[англ.] 2008 (ЮАР)